# SN 2005ho
SN 2005ho – supernowa typu Ia odkryta 26 września 2005 roku w galaktyce A005924+0000. W momencie odkrycia miała maksymalną jasność 20,90m.